# Krutoje (obwód smoleński)
Krutoje (ros. Крутое) – wieś (ros. деревня, trb. dieriewnia) w zachodniej Rosji, centrum administracyjne osiedla wiejskiego Krutowskoje w rejonie wieliskim, w obwodzie smoleńskim.

## Geografia
Miejscowość położona jest w dorzeczu Borożanki, 0,5 km od drogi federalnej R133 (Smoleńsk – Newel), 18,5 km od centrum administracyjnego rejonu (Wieliż), 88,5 km od Smoleńska.
W granicach miejscowości znajdują się ulice: Centralnaja, Kołchoznaja, Nabierieżnaja, Mołodiożnaja, Ruczejnaja, Sadowaja.

## Demografia
W 2010 r. miejscowość liczyła 225 mieszkańców.

## Urodzeni w dieriewni
- Aleksandr Maksimowicz Amosienkow (1.05.1919 – 27.01.1993) – Bohater Związku Radzieckiego[5], patron tutejszej szkoły średniej